# تاكيليت

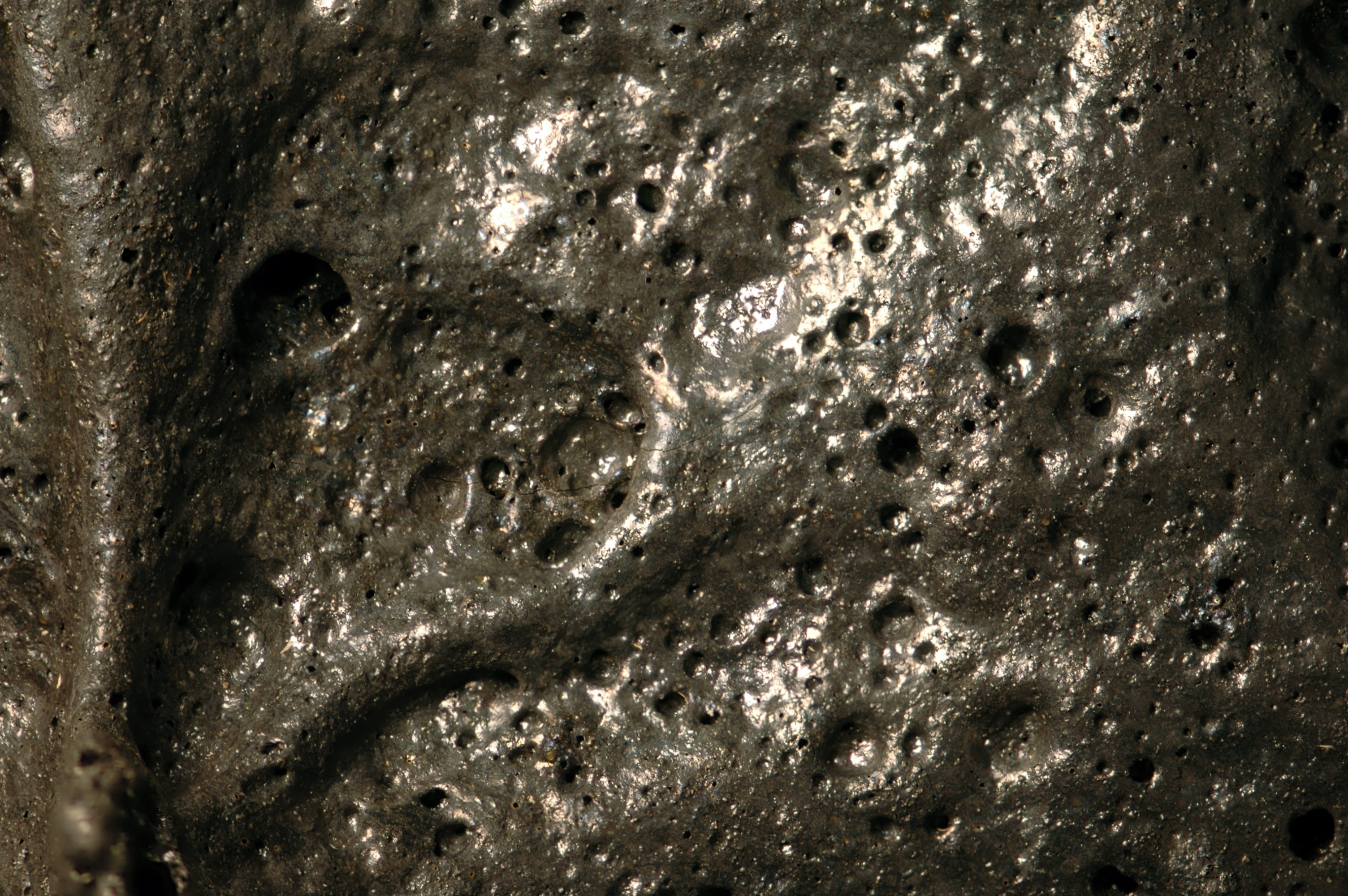
ناكليت من بركان كِلاوية في هَواي (عرض حوالي 9 سم)

التاكيليت أو البَازَلْت الزجاجي الأسود هو شكل من أشكال الزجاج البركاني البازلتي. يتكون هذا الزجاج بشكل طبيعي من خلال التبريد السريع للبازلت المصهور. هو نوع من الصخور النارية المافية التي تتحلل بواسطة الأحماض وقابلة للانصهار بسهولة.  اللون أسود أو بني داكن ذو بريق راتنجي المظهر. وهو هش ويوجد في الجدة القاطعة والعروق والكتل الناتئة أو المتطفلة. الاسم من اليونانية ويعني الصخر السريع